# 天天天晴
《天天天晴》（英語：Some Day），香港電視廣播有限公司時裝處境喜劇，以高清技術拍攝，由李司棋、毛舜筠及黎耀祥領銜主演，監製徐遇安。片中的龍福集團便是六福集團。同時李司棋和毛舜筠在《茶煲世家》及《朝陽》已曾有合作。

## 演員表

### 龍福珠寶
| 演員   | 角色           | 職位關係 | 洋名／暱稱 |
| 李司棋 | 明心安         | 龍福珠寶老闆娘 屬羊 明乃強之姪女 井喬大姑子 明世安之姊 石有信之第二任妻子 石有為之弟婦 石高艷容之妒忌對象 石可兒之繼母 林蕙之情敵 曾因隱瞞馬浩文與馮秀娜之婚外情而與井喬不和 有「靚絕柬埔寨」之稱 | 明姑娘 阿心（明乃強專稱）// 心安 阿姐（明世安專稱）                                                                                     |
| 毛舜筠 | 井 喬          | 龍福珠寶高級設計師→龍福珠寶首席珠寶設計師 馬浩文之前妻 在中學聯校舞會中初遇明世安兼成為其初戀情人 明世安之鬥氣冤家，最後成為明世安妻子 明心安的弟婦 Bernice Chow之情敵 明乃強、Sandy、Ivy、藍靖鈴、石可兒之好友 馮秀娜之前情敵 曾因前夫馬浩文與馮秀娜之婚外情而與明心安不和 曾被明世安誤會因工作壓力而患有偷竊癖好 傲嬌性格（對著明世安時比較明顯） 38歲 | 阿喬 喬姐 馬太 井小姐 喬喬(八姨專稱) 喬姐井小姐(郭偉龍專稱) 井喬小姐 網名：自由神、油尖旺筋肉人、世故老人                               |
| 鄭子誠 | 馬浩文         | 龍福珠寶首席珠寶設計師，後離職移居外國→後回港為添喜慶珠寶高級設計師 井喬之前夫 明心安之下屬 駱家聰、區展長之好友 馮秀娜之情夫，後分手 譚嘉欣之初戀情人 | Edmond |
| 李思捷 | 明乃強         | 龍福珠寶會計主任 明心安、明世安之孻叔 石可兒之孻叔公 爽之丈夫，並與其育有三子 井喬之好友 曾暗戀石可兒 苟文虎之前情敵 與朱保鬥氣 出生日期為1971年8月13日 | Ming Sir 無賴強(朱保專稱) 乃強 孻叔 (明心安、明世安專稱) 強強 網名：彥祖、柴九 孻叔公(石可兒專稱) VIP (苟文虎專稱) 強哥(爽及巫仕德專稱) |
| 劉 丹  | 朱 保          | 龍福珠寶鑲石師傅業務顧問 石有為之表哥 朱大雄之師傅 常與明乃強鬥氣 喜歡打一隻名叫「為食貓」的遊戲機 名字諧音珠寶 | 保叔 師父(朱大雄專稱) 黑氣石(明乃強曾叫)                                                                                                |
| 陳茵媺 | 石可兒         | 龍福珠寶宣傳主任 「流浪貓狗之家」義工 石有信、林蕙之女 明心安之繼女 苟文虎女友 | 可兒 Cally |
| 徐 榮  | 郭偉龍         | 龍福珠寶行政助理 輕度弱智，但記憶力驚人 郭靜、關麗嫦之子 朱保、朱大雄、巫仕得之宿友 梅思敏之暗戀對象，最後為其男友 | 阿龍 Dragon |
| 徐 榮  | 郭靜（已逝世） | 前龍福珠寶著名打金師傅 郭偉龍之父 關麗嫦之夫 | 打金大俠 |
| 趙永洪 | 駱家聰         | 龍福珠寶營業部經理 龍福珠寶區域經理 馬浩文之好友 馮秀娜之前男友 曾被誤會追求井喬 | Tony |
| 羅天池 | 朱大雄         | 龍福珠寶打金師傅 朱保之徒弟 有輕微長短腳 朱保、郭偉龍、巫仕得之宿友 畢業於上水望鄉中學 | 大雄 超人 朱大腸 朱同學 |
| 李霖恩 | 巫仕得         | 龍福珠寶打金師傅兼電腦維修員 常被明乃強、朱大雄欺負 朱保、郭偉龍、朱大雄之宿友 | 無事得、乜都得 |
| 趙希洛 | 梅思敏         | 龍福珠寶執行董事秘書 郭偉龍女友 | 每事問 |
| 張雪芹 | 馮秀娜         | 前龍福珠寶執行董事秘書 馬浩文情婦，後分手 駱家聰之前女友 區展長之初戀情人 | Kitty |

### 天工美容集團
| 演員   | 角色   | 職位關係 | 洋名／暱稱 |
| 黃子雄 | 應國興 | 天工美容集團老闆 陳寶珊之夫 藍靖鈴之情夫，後分手 | Leo 應先生 |
| 朱慧敏 | 陳寶珊 | 天工美容集團老闆娘，實為總投資者 應國興之妻 曾著令Lyan監視應國興 | Sandy 寶珊（應國興專稱） 應太 |
| 田蕊妮 | 藍靖鈴 | 天工美容集團銷售總監 井喬、明世安之好友 應國興之情婦，後分手 區展長、Lyan之上司 區展長之暗戀對象，後為女友 曾誤會明世安喜歡自己 | 精靈 Ling |
| 黎耀祥 | 明世安 | 天工美容集團顧問醫生 明心安之弟 石有信之舅仔 明乃強之姪子 在中學聯校舞會中初遇井喬兼成為其初戀情人 井喬之鬥氣冤家，最後成為井喬丈夫 苟文虎、藍靖鈴之好友 曾因張鳳菲的說話而誤會明心安為其親母 為幫藍靖鈴解圍而於陳寶珊面前假裝追求藍靖鈴 曾被藍靖鈴誤會喜歡自己 青年由方紹聰飾演 | Simon 阿細、阿世(明乃強，明心安，最後井喬加入的專稱) Dr. Ming、明醫生 Simon Hing（即“西門慶”，起初被井喬誤會其到處留情而為其取的代名） 鮑魚刷頭、大頭仔、奸仔、明大醫生（井喬專稱） 酒窩醫生 網名：加拿大人（馬浩文專稱） 魔術師（井喬想買其擁有的陶瓷娃娃時專用的網名） Sir（苟文虎專稱） |
| 陳智燊 | 區展長 | 天工美容集團分區銷售經理，後辭職 藍靖鈴之下屬 馮秀娜之初戀情人 暗戀藍靖鈴，最後為其男友 | Lucas |
| 周家蔚 | Lyan   | 天工美容秘書 藍靖鈴之下屬 曾受陳寶珊命令監視應國興 | Lyan |

### 「朝八晚九」餐館
| 演員   | 角色   | 關係 | 暱稱                                             |
| 王 喜  | 苟文虎 | 餐館「朝八晚九」之老闆，「流浪貓狗之家」義工 冼璞之師傅 明世安之好友 石可兒之男友 明乃強之前情敵 患有暈血症 | 苟老闆                                           |
| 楊 明  | 洗 璞  | 餐館「朝八晚九」學徒 苟文虎之徒弟 石可兒之好友 明乃強之網友 暗戀周美美                                      | 師傅仔 洗璞 阿璞 奴隸（苟文虎專稱） 網名：周美美 |
| 李家鼎 | 華叔   | 餐館「朝八晚九」收銀員                                                                                      |                                                  |
| 黃梓瑋 | 蘭 姐  | 餐館「朝八晚九」清潔 工作態度比較馬虎                                                                       |                                                  |
| 楊鴻俊 | 波仔   | 餐館「朝八晚九」侍應 虐貓狂徒 後被解僱                                                                      |                                                  |
| 李啟傑 | 賢     | 餐館「朝八晚九」廚師 與冼璞對立                                                                             |                                                  |

### 石家
| 演員   | 角色     | 關係 | 暱稱／綽號                                                                      |
| 劉 江  | 石有為   | 石敢當集團董事長、龍福珠寶店董事長 石有信之兄 石高艷容之丈夫后单方面申请离婚。 朱保之表弟 曾獲殖民地政府頒授「太平紳士」榮譽 有信慈善基金會代主席 | 黑氣石（明乃強專稱） 阿為 為為（石高艷容、老廖專稱） 大伯（明心安、石可兒專稱） |
| 雪 妮  | 石高艷容 | 名媛 石敢當集團副董事長 石有為之妻子，后石有為单方面申请离婚。 石有信之嫂 妒忌明心安 騙取明心安後離開石家                                         | 大伯娘（明心安、石可兒專稱）                                                    |
| 洋     | 石投瑜   | 石有為的表叔 注資協助石敢當集團渡過難關 | 石頭魚                                                                          |
| 駱應鈞 | 石有信   | 龍福珠寶老闆 石有為之弟 林蕙、明心安之夫 石可兒之父 已去世                                                                                        |                                                                                 |
| 李司棋 | 明心安   | 石有信之第二任妻子 石有為之繼弟婦 石可兒之繼母 被石高艷容妒忌和欺騙 參見龍福珠寶                                                                  |                                                                                 |
| 陳茵媺 | 林 蕙    | 石有信之第一任妻子 石有為之弟婦 石可兒之親母 與石有信離異分居後病逝                                                                               |                                                                                 |
| 陳茵媺 | 石可兒   | 石有信、林蕙之女 明心安之繼女 參見龍福珠寶 | 可兒                                                                            |

### 其他演員
| 演員       | 角色                  | 關係／角色設定                                                                             |
| 關婉珊     | Alice                 | 秘書 被明乃強追求                                                                          |
| 劉桂芳     | 闊 太                 |                                                                                            |
| 劉桂芳     | 鄭 太                 |                                                                                            |
| 子明       | 標 叔                 | 前龍福珠寶鑲石師傅                                                                         |
| 李鴻       | 老黎                  |                                                                                            |
| 李鴻       | 江醫生                | 明心安的家庭醫生                                                                           |
| 江富強     | 阿全                  | 裝修全 裝修師傅                                                                            |
| 楊鴻俊     | 職員                  |                                                                                            |
| 陸駿光     | Andy                  |                                                                                            |
| 陸駿光     | 記者                  |                                                                                            |
| 陳蔚而     | Renny                 |                                                                                            |
| 陳蔚而     | 嘉賓                  |                                                                                            |
| 程可為     | 魯夫人                | Mary                                                                                       |
| 黃文標     | 根哥                  |                                                                                            |
| 黃文標     | 賊頭                  |                                                                                            |
| 鄭瑩瑩     | Mary                  | 龍福珠寶店鋪接待員                                                                         |
| 鄭世豪     | 副經理                |                                                                                            |
| 鄭世豪     | Van                   |                                                                                            |
| 鄭世豪     | 龍福店員              |                                                                                            |
| 招石文     | 富叔                  |                                                                                            |
| 招石文     | 歐陽法拉              | 歐陽大師                                                                                   |
| 夏竹欣     | 同事                  |                                                                                            |
| 夏竹欣     | 新導師                |                                                                                            |
| 夏竹欣     | 記者                  |                                                                                            |
| 鍾鈺精     | 同事                  |                                                                                            |
| 羅泳嫻     | 張德如                | 東非小國埃爾菲菲王妃，是香港人                                                             |
| 羅泳嫻     | 周太                  | 我想成真慈善基金會幹事，藍靖鈴朋友                                                         |
| 周麗欣     | 侍從                  | 張德如之侍從                                                                               |
| 周麗欣     | 林新宜                |                                                                                            |
| 周麗欣     | 嘉賓                  |                                                                                            |
| 趙國東     | 保鑣                  |                                                                                            |
| 趙國東     | 超人                  |                                                                                            |
| 趙國東     | 貨車大漢              |                                                                                            |
| 柯 嵐      | 保鑣                  |                                                                                            |
| 柯 嵐      | 搬運工人              |                                                                                            |
| 魏惠文     | 黃總                  |                                                                                            |
| 吳幸美     | 程寶寶                | 新鮮出爐國際影后                                                                           |
| 吳幸美     | 百貨公司售貨員        |                                                                                            |
| 許碧姬     | 張婆婆                | 明姑娘之前租客，後來退租                                                                   |
| 鍾志光     | 邱先生                | 明姑娘之租客，裝修師傅                                                                     |
| 鍾志光     | 賽馬主持              | (聲演)                                                                                     |
| 林影紅     | 邱太太                | Joyce 邱先生前妻                                                                           |
| 林影紅     | Gabee                 | 石有為秘書                                                                                 |
| 陳狄克     | 收買佬                |                                                                                            |
| 陳狄克     | 金吊桶                |                                                                                            |
| 李岡龍     | 陳督察                |                                                                                            |
| 蕭徽勇     | 竹昇                  | 國際武打影星                                                                               |
| 曾 敏      | 竹嫂                  | 國際武打竹昇之妻子                                                                         |
| 陳亭嘉     | 職員                  |                                                                                            |
| 沈可欣     | 王導師                | 井喬、藍靖鈴之蛋糕烹飪導師                                                                 |
| 江嘉俊     | 西裝友                | 抽水男 對豹紋物件情有獨鍾                                                                  |
| 曾玉娟     | 清潔阿嬸              | 被抽水男非禮                                                                               |
| 司徒暉     | 侍應                  |                                                                                            |
| 司徒暉     | 電視偵探              |                                                                                            |
| 司徒暉     | 食環署職員            |                                                                                            |
| 司徒暉     | 義工                  |                                                                                            |
| 方紹聰     | 侍應                  |                                                                                            |
| 游 颷      | 電器舖老闆            | 賣竊聽器予明乃強                                                                           |
| 李 楓      | 施太太                | 患有幽閉恐懼症                                                                             |
| 王維德     | 劍豪大師              |                                                                                            |
| 王維德     | 經紀                  |                                                                                            |
| 鄭家生     | 維修師傅              |                                                                                            |
| 鄭家生     | 裝修師傅              |                                                                                            |
| 鄭家生     | 錦                    |                                                                                            |
| 關浩揚     | 金魚舖老闆            |                                                                                            |
| 蘇恩磁     | 師奶                  |                                                                                            |
| 蘇恩磁     | 毛太                  |                                                                                            |
| 蘇恩磁     | Maria                 | 天上帝國集團老闆娘                                                                         |
| 蘇恩磁     | 闊 太                 |                                                                                            |
| 廖麗麗     | 師奶                  |                                                                                            |
| 廖麗麗     | Mandy                 |                                                                                            |
| 黃鳳瓊     | 師奶                  |                                                                                            |
| 黃鳳瓊     | 闊 太                 |                                                                                            |
| 林淑敏     | 主持                  | 曾在電視節目訪問明心安                                                                     |
| 林淑敏     | 銀行職員              |                                                                                            |
| 范彩兒     | 得女友                |                                                                                            |
| 何俊軒     | 生果舖老闆            |                                                                                            |
| 何俊軒     | Peter                 |                                                                                            |
| 何俊軒     | 損友                  |                                                                                            |
| 王致迪     | 侍應                  |                                                                                            |
| 曾健明     | 林伯伯                | 大廈保安員                                                                                 |
| 楊證樺     | 助導                  |                                                                                            |
| 楊證樺     | 飛機師                |                                                                                            |
| 陳安瑩     | 闊 太                 |                                                                                            |
| 曾慧雲     | 闊 太                 |                                                                                            |
| 江梓瑋     | 甘仔                  |                                                                                            |
| 江梓瑋     | 搬運工人              |                                                                                            |
| 江梓瑋     | 賊                    |                                                                                            |
| 江梓瑋     | CID                   |                                                                                            |
| 黃子衡     | 張律師                |                                                                                            |
| 姚浩政     | 記者                  |                                                                                            |
| 姚浩政     | 男同事                |                                                                                            |
| 梁珈詠     | 新聞記者              |                                                                                            |
| 梁珈詠     | 龍福店員              |                                                                                            |
| 華忠男     | 翅官                  |                                                                                            |
| 許明志     | Andy                  |                                                                                            |
| 許明志     | 記者                  |                                                                                            |
| 杜 港      | Tommy                 |                                                                                            |
| 潘冠霖     | Susan                 |                                                                                            |
| 潘冠霖     | 新聞報導員            |                                                                                            |
| 葉凱茵     | Nancy                 |                                                                                            |
| 葉凱茵     | 石可兒朋友            |                                                                                            |
| 張韋怡     | CID                   |                                                                                            |
| 卓 躒      | CID                   |                                                                                            |
| 梁舜燕     | 八姨                  |                                                                                            |
| 鄺佐輝     | 賈老闆                |                                                                                            |
| 鄺佐輝     | 劉先生                | 明世安在加拿大時的鄰居 龍福珠寶店鋪鋪租務主管                                              |
| 丁樂鍶     | CoCo                  |                                                                                            |
| 丁樂鍶     | 書店售貨員            |                                                                                            |
| 黃 瑩      | Mimi                  |                                                                                            |
| 黃 瑩      | 護士                  |                                                                                            |
| 曉華       | 問路人                |                                                                                            |
| 趙樂賢     | 賊公                  |                                                                                            |
| 趙樂賢     | 保鑣                  |                                                                                            |
| 阮 兒      | 賊婆                  |                                                                                            |
| 譚真一     | 佘灝曦（童年）        |                                                                                            |
| 賀文傑     | 佘灝曦（成年）        |                                                                                            |
| 趙敏通     | 痴男                  |                                                                                            |
| 趙敏通     | 司儀                  |                                                                                            |
| 趙敏通     | 記者                  |                                                                                            |
| 謝珊珊     | 怨女                  |                                                                                            |
| 謝珊珊     | Jenny                 |                                                                                            |
| 謝珊珊     | 龍福店員              |                                                                                            |
| 邵卓堯     | 魚佬                  |                                                                                            |
| 葉 暐      | 職員                  |                                                                                            |
| 葉 暐      | Sam                   |                                                                                            |
| 張達倫     | 金馬倫                |                                                                                            |
| 張達倫     | 律師                  |                                                                                            |
| 顏桂洲     | 阿叔                  |                                                                                            |
| 顏桂洲     | Rocky                 | Bernice的健身教練                                                                          |
| 張國洪     | 劉經理                |                                                                                            |
| 林遠迎     | 姜生                  |                                                                                            |
| 溫裕紅     | 高太                  |                                                                                            |
| 溫裕紅     | Amy                   |                                                                                            |
| 菁 瑋      | 莫太太                | 井喬烹飪班同學                                                                             |
| 菁 瑋      | 萬太                  |                                                                                            |
| 石天欣     | 阿瑩                  |                                                                                            |
| 馬詠恩     | Emily                 |                                                                                            |
| 羅 鴻      | 裘叔                  |                                                                                            |
| 單俊偉     | 金毛飛                |                                                                                            |
| 陳亭嘉     | 接待員                |                                                                                            |
| 陳念君     | 經理人                |                                                                                            |
| 陳佩思     | 售貨員                |                                                                                            |
| 陳佩思     | 接待員                |                                                                                            |
| 鄭子揚     | 保安                  |                                                                                            |
| 李興華     | 宅男                  |                                                                                            |
| 許家傑     | 黃金俠                |                                                                                            |
| 許家傑     | 舞蹈學生              |                                                                                            |
| 劉秉賓     | 助手                  |                                                                                            |
| 蘇麗明     | 客人                  |                                                                                            |
| 蘇麗明     | 喬朋友                |                                                                                            |
| 胡蓓蔚     | 汪小姐                |                                                                                            |
| 王少萍     | 張太                  |                                                                                            |
| 丁主惠     | 陳太                  |                                                                                            |
| 蕭凱欣     | 鋼管舞導師            |                                                                                            |
| 蕭凱欣     | Joey                  |                                                                                            |
| 李美慧     | 鋼管舞學員            |                                                                                            |
| 劉 俐      | 鋼管舞學員            |                                                                                            |
| 朱婉儀     | Sandy                 | 井喬之朋友                                                                                 |
| 羅欣羚     | 護士                  |                                                                                            |
| 羅欣羚     | 收銀員                |                                                                                            |
| 徐玟晴     | 譚嘉欣                | Kitty Edmond之前女友                                                                       |
| 陳珈穎     | 姊妹                  |                                                                                            |
| 陳珈穎     | 義工                  |                                                                                            |
| 陳珈穎     | 電視女角              |                                                                                            |
| 陳珈穎     | May                   | 歐陽大師的秘書                                                                             |
| 陳珈穎     | 情侶                  |                                                                                            |
| 陳嘉嘉     | 姊妹                  |                                                                                            |
| 陳嘉嘉     | Amy                   |                                                                                            |
| 陳嘉嘉     | 電視女角              |                                                                                            |
| 江欣庭     | 姊妹                  |                                                                                            |
| 郭田葰     | 醫生                  |                                                                                            |
| 郭田葰     | 記者                  |                                                                                            |
| 楊智朗     | 兄弟                  |                                                                                            |
| 王東泰     | 兄弟                  |                                                                                            |
| 劉天龍     | 新郎                  | Kitty之丈夫                                                                                |
| 劉天龍     | 記者                  |                                                                                            |
| 祝文君     | 蓮姐                  |                                                                                            |
| 鄭俊弘     | 進仔                  |                                                                                            |
| 黎秀英     | 垃圾婆                |                                                                                            |
| 楊證樺     | 醫生                  |                                                                                            |
| 麥皓兒     | Mary                  |                                                                                            |
| 麥皓兒     | 龍福店員              |                                                                                            |
| 裘卓能     | 床褥店員              |                                                                                            |
| 李偉健     | 送貨工人              |                                                                                            |
| 李偉健     | 猛男                  |                                                                                            |
| 李 嘉      | 送貨工人              |                                                                                            |
| 李海生     | 工場師傅              |                                                                                            |
| 魏焌皓     | 工場師傅              |                                                                                            |
| 魏焌皓     | 客人                  |                                                                                            |
| 黎桐康     | 工場師傅              |                                                                                            |
| 侯建民     | 貨車大漢              |                                                                                            |
| 侯建民     | 書店員                |                                                                                            |
| 侯建民     | 保鑣                  |                                                                                            |
| 侯建民     | 嘉賓                  |                                                                                            |
| 曾玉娟     | 朱小姐                |                                                                                            |
| 魏穎彤     | 女客人                |                                                                                            |
| 李君妍     | 護士                  |                                                                                            |
| 李君妍     | 收銀員                |                                                                                            |
| 張漢斌     | 何智                  | 腎科專科醫生                                                                               |
| 郭卓樺     | 電單車賊              |                                                                                            |
| 羅鈞滿     | 賊                    |                                                                                            |
| 楊潮凱     | 孫                    |                                                                                            |
| 楊潮凱     | 金毛兒子              |                                                                                            |
| 陳妹卿     | 婆婆                  |                                                                                            |
| 潘芳芳     | 蕭太                  |                                                                                            |
| 楊瑞麟     | 蕭生                  |                                                                                            |
| 王維德     | 地產經紀              |                                                                                            |
| 蔡淇俊     | 陸 哲                 | 「形」廣告社創作部攝影師。                                                                 |
| 孫季卿     | 相機店老闆            |                                                                                            |
| 高俊文     | 廚師                  |                                                                                            |
| 高俊文     | 何局長                |                                                                                            |
| 彭彼得     | 廚師                  |                                                                                            |
| 王 瑩      | 廚師                  |                                                                                            |
| 莊迪生     | 客人                  |                                                                                            |
| 王德基     | KC                    | 馬浩文之師弟                                                                               |
| 梁健平     | 老廖                  | 廖哥（石有為、明心安專稱）添喜慶珠寶公司老闆 與石有為有生意來往                            |
| 朱維德     | 虎父                  |                                                                                            |
| 羅欣羚     | Yan                   |                                                                                            |
| 張景淳     | 王                    |                                                                                            |
| 張景淳     | 偉                    |                                                                                            |
| 張景淳     | 嘉賓                  |                                                                                            |
| 李興華     | 岳                    |                                                                                            |
| 李興華     | 宅男                  |                                                                                            |
| 姚子羚     | 冷美思（Ivy）         | 保險經紀 井喬和明世安朋友 David未婚妻 曾仿傚電影《地獄裡的愛》女主角為情自殺而被明世安阻止 |
| 林秀怡     | 售貨員                |                                                                                            |
| 林秀怡     | 報道員                |                                                                                            |
| 陳文靜     | 電影女角              | 電影《地獄裡的愛》女主角，為情自殺                                                         |
| 陳偉洪     | 電影男角              | 電影《地獄裡的愛》男主角                                                                   |
| 陳偉洪     | 義工                  |                                                                                            |
| 陳偉洪     | 情侶                  |                                                                                            |
| 岑潔儀     | Connie                | 明世安之友                                                                                 |
| 麥皓兒     | May                   | 龍福珠寶店鋪職員                                                                           |
| 張松枝     | David                 | Elaine之男友 Ivy之未婚夫                                                                   |
| 岑寶兒     | Elaine                | David之女友                                                                                |
| 孫慧雪     | Lucy                  | 明世安朋友                                                                                 |
| 孫慧雪     | 公關                  |                                                                                            |
| 林婉霞     | Fiona                 | 明世安朋友                                                                                 |
| 林婉霞     | 孕婦                  |                                                                                            |
| 周家怡     | 阿欣                  | 明世安病人、朋友，替井喬設計家居之設計師                                                   |
| 何君誠     | 電視男角              |                                                                                            |
| 李忠希     | 輝少                  |                                                                                            |
| 李漫芬     | 張太                  | 井喬、明世安、明心安之樓上樓下的諸事鄰居，明世安病人                                       |
| 李漫芬     | 記者                  |                                                                                            |
| 陳勉良     | 保叔棋友              |                                                                                            |
| 陳勉良     | 賈師傅                | 苟文虎的學廚師傅                                                                           |
| 溫尚儒     | 鋒                    |                                                                                            |
| 林文熙     | 童年龍                |                                                                                            |
| 張國強     | 張國強(430穿梭機機長) |                                                                                            |
| 譚玉瑛     | 譚玉瑛                |                                                                                            |
| 喬寶寶     | 印度廚師              | 假冒艾朗西醫生                                                                             |
| 何慶輝     | 餐廳經理              |                                                                                            |
| 梁珈詠     | 售貨員                |                                                                                            |
| 方伊琪     | 張鳳菲                | 菲菲 曾為紅遍東南亞的歌星 明世安的病人                                                     |
| 陳健文     | 客人                  |                                                                                            |
| 陳健文     | 男同事                |                                                                                            |
| 何傲兒     | 琪琪                  | 國際影后 明世安的朋友                                                                      |
| 羅浩楷     | 琪琪經理人            |                                                                                            |
| 戴志偉     | 川上松                |                                                                                            |
| 周寶霖     | 喬朋友                |                                                                                            |
| 湯俊明     | Simon                 |                                                                                            |
| 頌 誼      | 美女司機              |                                                                                            |
| 曾琬莎     | 宜助手                |                                                                                            |
| 黃梓瑋     | 芳                    |                                                                                            |
| 鄭家俊     | 男學生                |                                                                                            |
| 潘宗揚     | 男學生                |                                                                                            |
| 潘宗揚     | 龍福店員              |                                                                                            |
| 王東泰     | 男學生                |                                                                                            |
| 楊英偉     | Mark Sir              | 明世安朋友，跳舞學校校長兼導師                                                             |
| 尹詩沛     | Annie                 |                                                                                            |
| 何婷恩     | 紅                    |                                                                                            |
| 何婷恩     | 跳舞學員              |                                                                                            |
| 謝靜婷     | 萍                    |                                                                                            |
| 謝靜婷     | 跳舞學員              |                                                                                            |
| Joe Junior | 唐醫生                | Joe                                                                                        |
| 傅千盈     | 護士                  |                                                                                            |
| 鄧永健     | Gary                  | 《潮》雜誌記者                                                                             |
| 吳綺珊     | 同事                  |                                                                                            |
| 溫家偉     | 記者                  |                                                                                            |
| 梁振輝     | 黃祐祿醫生            | 外國回來，說話中英夾雜 誤診明心安患慢性腎衰竭                                              |
| 陳志健     | 損友                  | 明世安在加拿大時候的朋友                                                                   |
| 傅劍虹     | 損友                  | 明世安在加拿大時候的朋友                                                                   |
| 傅劍虹     | 男主角                |                                                                                            |
| 戴耀明     | 輝                    |                                                                                            |
| 歐瑞偉     | 聶先生                | 大聶                                                                                       |
| 李善恆     | 保鑣                  |                                                                                            |
| 陳曼娜     | 關麗嫦                | 郭偉龍之生母，郭靜之妻                                                                     |
| 高海寧     | 周美美                | 電台主持，冼璞暗戀對象                                                                     |
| 黃得生     | 電台飯堂同事          |                                                                                            |
| 程敏華     | 領事                  |                                                                                            |
| 韓毓霞     | 領事夫人              | Erica                                                                                      |
| 李彩寧     | Joanna                |                                                                                            |
| 梁暐欣     | Joey                  |                                                                                            |
| 陳宛蔚     | 龍福珠寶設計師應徵者  |                                                                                            |
| 余慕蓮     | 煥姐                  |                                                                                            |
| 黃智雯     | 吳牡丹                |                                                                                            |
| 杜大偉     | 龍福店員              |                                                                                            |
| 林映輝     | 賣鑊職員              |                                                                                            |
| 張美妮     | 顧小姐                | 天工美容顧客                                                                               |
| 霍健邦     | 職員                  |                                                                                            |
| 安德尊     | 嚴駿                  | 駿學長 藍靖鈴之學長                                                                        |
| 布偉傑     | Paul Foxx             | 前美國總統秘書                                                                             |
| 姚婷芝     | 女主持                |                                                                                            |
| 何偉業     | 司儀                  |                                                                                            |
| 陳倩揚     | Bernice               | 周律師 前天工美容顧問律師 明世安之朋友，並且追求明世安，後被其拒絕 井喬之情敵              |
| 葉婷芝     | 職員                  |                                                                                            |
| 王琬怡     | 少女時代之井喬        |                                                                                            |
| 方紹聰     | 少年時代之明世安      |                                                                                            |
| 蔣家旻     | CoCo                  |                                                                                            |
| 倫紫玄     | 客人                  |                                                                                            |
| 李麗麗     | 馬浩文母親            |                                                                                            |
| 黎彼得     | 劍叔                  |                                                                                            |
| 朱 璇      | 爽                    | 曾為明乃強在內地羽毛球會之球友 石敢當集團秘書 後為明乃強之妻，並與其育有三子               |

## 主題列表

### 第1至50集
| 集數                       | 首播日期      | 主題                 | 附註       | 故事主人翁                   |
| 001 （页面存档备份，存于） | 2010年6月14日 | 拒絕同車             |            | 明心安、明乃強、井喬、馬浩文 |
| 002 （页面存档备份，存于） | 2010年6月15日 | 珠寶失竊事件簿（上） | 參見第3集  | 井喬、馬浩文、明心安、明乃強 |
| 003 （页面存档备份，存于） | 2010年6月16日 | 珠寶失竊事件簿（下） | 參見第2集  | 井喬、馬浩文、明心安、明乃強 |
| 004 （页面存档备份，存于） | 2010年6月17日 | 心意·深意            |            | 井喬、駱家聰、明心安、明乃強 |
| 005 （页面存档备份，存于） | 2010年6月18日 | 師奶本色             |            | 井喬、明心安、馬浩文、魯夫人 |
| 006 （页面存档备份，存于） | 2010年6月21日 | 騎虎難下             |            | 明心安、朱保、明乃強、井喬   |
| 007 （页面存档备份，存于） | 2010年6月22日 | 不能說的秘密         |            | 明乃強、朱保                 |
| 008 （页面存档备份，存于） | 2010年6月23日 | 寡佬走單日記         |            | 明乃強、苟文虎               |
| 009 （页面存档备份，存于） | 2010年6月24日 | 感覺大過天           |            | 井喬、馮秀娜                 |
| 010 （页面存档备份，存于） | 2010年6月25日 | 因禍得福             |            | 明心安                       |
| 011 （页面存档备份，存于） | 2010年6月28日 | 賣袋風波（上）       | 參見第12集 | 井喬、藍靖鈴                 |
| 012 （页面存档备份，存于） | 2010年6月29日 | 賣袋風波（下）       | 參見第11集 | 井喬、藍靖鈴                 |
| 013 （页面存档备份，存于） | 2010年6月30日 | 龍的心               |            | 明乃強、明心安、郭偉龍       |
| 014 （页面存档备份，存于） | 2010年7月1日  | 追魔實錄             |            | 明心安、井喬                 |
| 015 （页面存档备份，存于） | 2010年7月2日  | 保叔的後現代生活     |            | 朱保、明乃強                 |
| 016 （页面存档备份，存于） | 2010年7月5日  | 竊聽風雲             |            | 朱保、明乃強                 |
| 017 （页面存档备份，存于） | 2010年7月6日  | 同住三分親           |            | 朱大雄、郭偉龍、明乃強       |
| 018 （页面存档备份，存于） | 2010年7月7日  | 心的日與夜           |            | 明心安、藍靖鈴、井喬         |
| 019 （页面存档备份，存于） | 2010年7月8日  | 鐵馬尋「喬」         |            | 井喬、馬浩文                 |
| 020 （页面存档备份，存于） | 2010年7月9日  | 秘密協議             |            | 馮秀娜、苟文虎               |
| 021 （页面存档备份，存于） | 2010年7月12日 | 真相大白             |            | 明乃強、藍靖鈴、井喬         |
| 022 （页面存档备份，存于） | 2010年7月13日 | 八十後女兒（上）     | 參見第23集 | 石可兒、明心安               |
| 023 （页面存档备份，存于） | 2010年7月14日 | 八十後女兒（下）     | 參見第22集 | 石可兒、明心安               |
| 024 （页面存档备份，存于） | 2010年7月15日 | 老公唔易做           |            | 馬浩文、井喬                 |
| 025 （页面存档备份，存于） | 2010年7月16日 | 主僕攻防戰           |            | 井喬、明心安                 |
| 026 （页面存档备份，存于） | 2010年7月19日 | 保叔的文字辱         |            | 朱保、明乃強、明心安         |
| 027 （页面存档备份，存于） | 2010年7月20日 | 等愛的女人           |            | 藍靖鈴、井喬                 |
| 028 （页面存档备份，存于） | 2010年7月21日 | 虎口餘生             |            | 苟文虎、石可兒               |
| 029 （页面存档备份，存于） | 2010年7月22日 | 最佳員工             |            | 郭偉龍                       |
| 030 （页面存档备份，存于） | 2010年7月23日 | 只有你不知道         |            | 馮秀娜、馬浩文、井喬         |
| 031 （页面存档备份，存于） | 2010年7月26日 | 求愛石頭魚           |            | 明心安、井喬                 |
| 032 （页面存档备份，存于） | 2010年7月27日 | 純情有罪             |            | 郭偉龍、石可兒               |
| 033 （页面存档备份，存于） | 2010年7月28日 | 不能送的禮物         |            | 朱大雄、郭偉龍、苟文虎       |
| 034 （页面存档备份，存于） | 2010年7月29日 | 吻下來豁出去         |            | 馬浩文、馮秀娜               |
| 035 （页面存档备份，存于） | 2010年7月30日 | 捨不得               |            | 馬浩文、馮秀娜               |
| 036 （页面存档备份，存于） | 2010年8月2日  | 我本善良             |            | 井喬、朱大雄                 |
| 037 （页面存档备份，存于） | 2010年8月3日  | 狗臉的智慧           |            | 駱家聰、明乃強               |
| 038 （页面存档备份，存于） | 2010年8月4日  | 鋼管上的馬師奶（上） | 參見第39集 | 井喬、馬浩文                 |
| 039 （页面存档备份，存于） | 2010年8月5日  | 鋼管上的馬師奶（下） | 參見第38集 | 井喬、馬浩文                 |
| 040 （页面存档备份，存于） | 2010年8月6日  | 至理名言             |            | 井喬、馬浩文                 |
| 041 （页面存档备份，存于） | 2010年8月9日  | 小玩意               |            | 石可兒、明心安               |
| 042 （页面存档备份，存于） | 2010年8月10日 | 龍程勿語             |            | 郭偉龍                       |
| 043 （页面存档备份，存于） | 2010年8月11日 | 天下無賊             |            | 石高豔容                     |
| 044 （页面存档备份，存于） | 2010年8月12日 | 玩火                 |            | 井喬、馮秀娜                 |
| 045 （页面存档备份，存于） | 2010年8月13日 | 愛·宣戰              |            | 井喬、馮秀娜                 |
| 046 （页面存档备份，存于） | 2010年8月16日 | 欲語無言             |            | 井喬、馮秀娜、馬浩文         |
| 047 （页面存档备份，存于） | 2010年8月17日 | 著了"麼"             |            | 馬浩文、馮秀娜、區展長       |
| 048 （页面存档备份，存于） | 2010年8月18日 | 出軌                 |            | 井喬、馬浩文                 |
| 049 （页面存档备份，存于） | 2010年8月19日 | 都是你的錯           |            | 井喬、馬浩文、明心安         |
| 050 （页面存档备份，存于） | 2010年8月20日 | 裂痕                 |            | 井喬、馬浩文                 |

### 第51至100集
| 集數                       | 首播日期       | 主題                 | 附註        | 故事主人翁             |
| 051 （页面存档备份，存于） | 2010年8月24日  | 抉擇                 |             | 馬浩文、馮秀娜、明心安 |
| 052 （页面存档备份，存于） | 2010年8月26日  | 斷                   |             | 馬浩文、馮秀娜、井喬   |
| 053 （页面存档备份，存于） | 2010年8月27日  | 沒有你之後           |             | 井喬                   |
| 054 （页面存档备份，存于） | 2010年8月30日  | 向天天天晴出發       |             | 井喬                   |
| 055 （页面存档备份，存于） | 2010年8月31日  | 不打不相識           |             | 苟文虎、冼璞           |
| 056 （页面存档备份，存于） | 2010年9月1日   | 一個阿姐的誕生       |             | 井喬                   |
| 057 （页面存档备份，存于） | 2010年9月2日   | 同枱食飯             |             | 井喬、明心安、明乃強   |
| 058 （页面存档备份，存于） | 2010年9月3日   | 謎                   |             | 苟文虎、冼璞           |
| 059 （页面存档备份，存于） | 2010年9月6日   | 悟                   |             | 明乃強                 |
| 060 （页面存档备份，存于） | 2010年9月7日   | 真身真意             |             | 明乃強                 |
| 061 （页面存档备份，存于） | 2010年9月8日   | 「緣」......來       | 參見第62集  | 明世安、井喬           |
| 062 （页面存档备份，存于） | 2010年9月9日   | 是......「你」？     | 參見第61集  | 明世安、井喬           |
| 063 （页面存档备份，存于） | 2010年9月10日  | 命中註定碰上你（上） | 參見第64集  | 明世安、井喬           |
| 064 （页面存档备份，存于） | 2010年9月13日  | 命中註定碰上你（下） | 參見第63集  | 明世安、井喬           |
| 065 （页面存档备份，存于） | 2010年9月14日  | 難測男人心           |             | 明世安、井喬           |
| 066 （页面存档备份，存于） | 2010年9月15日  | 從前的我             |             | 明世安、井喬           |
| 067 （页面存档备份，存于） | 2010年9月16日  | 惜「碳」之人         |             | 明乃強、朱保           |
| 068 （页面存档备份，存于） | 2010年9月17日  | 終有一天感動你       |             | 苟文虎、冼璞           |
| 069 （页面存档备份，存于） | 2010年9月20日  | 給自己的情書         |             | 明世安、井喬           |
| 070 （页面存档备份，存于） | 2010年9月21日  | 八月十五的約會（上） | 參見第71集  | 郭偉龍、朱大雄         |
| 071 （页面存档备份，存于） | 2010年9月22日  | 八月十五的約會（下） | 參見第70集  | 郭偉龍、朱大雄         |
| 072 （页面存档备份，存于） | 2010年9月23日  | 親情疑案             |             | 明世安、明心安         |
| 073 （页面存档备份，存于） | 2010年9月24日  | 原來就是美           |             | 明世安、井喬           |
| 074 （页面存档备份，存于） | 2010年9月27日  | 天使的提醒           |             | 井喬                   |
| 075 （页面存档备份，存于） | 2010年9月28日  | 世不風流枉少年       |             | 明世安、井喬           |
| 076 （页面存档备份，存于） | 2010年9月29日  | 赤子                 |             | 冼璞、苟文虎           |
| 077 （页面存档备份，存于） | 2010年9月30日  | 記憶                 |             | 石可兒、明心安         |
| 078 （页面存档备份，存于） | 2010年10月4日  | 舞...緣份（上）      | 參見第79集  | 明世安、井喬           |
| 079 （页面存档备份，存于） | 2010年10月5日  | 舞...緣份（下）      | 參見第78集  | 明世安、井喬           |
| 080 （页面存档备份，存于） | 2010年10月6日  | 緋聞女郎             |             | 明世安、井喬           |
| 081 （页面存档备份，存于） | 2010年10月7日  | 相愛·相爭            |             | 明心安、明乃強、明世安 |
| 082 （页面存档备份，存于） | 2010年10月8日  | 破戒                 |             | 明世安、井喬           |
| 083 （页面存档备份，存于） | 2010年10月11日 | 情                   |             | 朱大雄、朱保           |
| 084 （页面存档备份，存于） | 2010年10月12日 | 假如我是假的         |             | 明乃強、石可兒         |
| 085 （页面存档备份，存于） | 2010年10月13日 | 貓屎先生             |             | 明乃強、石可兒         |
| 086 （页面存档备份，存于） | 2010年10月14日 | 真心最強             |             | 明乃強、石可兒         |
| 087 （页面存档备份，存于） | 2010年10月15日 | 真相                 | 參見第88集  | 明世安、井喬           |
| 088 （页面存档备份，存于） | 2010年10月19日 | 償還                 | 參見第87集  | 明世安、井喬           |
| 089 （页面存档备份，存于） | 2010年10月20日 | 親情                 |             | 郭偉龍、明心安         |
| 090 （页面存档备份，存于） | 2010年10月21日 | 盼「肉」人           |             | 冼璞、苟文虎           |
| 091 （页面存档备份，存于） | 2010年10月22日 | 茶壺裡的風波（上）   | 參見第92集  | 井喬、明心安、明世安   |
| 092 （页面存档备份，存于） | 2010年10月25日 | 茶壺裡的風波（下）   | 參見第91集  | 井喬、明心安、明世安   |
| 093 （页面存档备份，存于） | 2010年10月26日 | 冷·不冷              |             | 藍靖玲、區展長         |
| 094 （页面存档备份，存于） | 2010年10月27日 | 這麼近那麼遠         |             | 藍靖玲、區展長         |
| 095 （页面存档备份，存于） | 2010年10月28日 | 秘密傭人             |             | 明世安、井喬           |
| 096 （页面存档备份，存于） | 2010年10月29日 | 謊話                 |             | 明世安、藍靖鈴         |
| 097 （页面存档备份，存于） | 2010年11月1日  | 無條件為你           |             | 明世安、藍靖鈴、區展長 |
| 098 （页面存档备份，存于） | 2010年11月2日  | 師奶仔勇救事頭婆     |             | 明心安、井喬           |
| 099 （页面存档备份，存于） | 2010年11月3日  | 家·變 （上）         | 參見第100集 | 明心安                 |
| 100 （页面存档备份，存于） | 2010年11月4日  | 家·變 （下）         | 參見第99集  | 明心安、石有為         |

### 第101至118集
| 集數                       | 首播日期       | 主題               | 附註        | 故事主人翁                   |
| 101 （页面存档备份，存于） | 2010年11月5日  | 天意               |             | 明世安、井喬、藍靖玲、區展長 |
| 102 （页面存档备份，存于） | 2010年11月8日  | 「筆」再有情       |             | 明世安、藍靖玲、區展長       |
| 103 （页面存档备份，存于） | 2010年11月9日  | 愛的感覺           |             | 明世安、井喬                 |
| 104 （页面存档备份，存于） | 2010年11月10日 | 「藥」是有情       |             | 明世安、井喬                 |
| 105 （页面存档备份，存于） | 2010年11月11日 | 兒時夢想           |             | 石可兒、明心安               |
| 106 （页面存档备份，存于） | 2010年11月12日 | 假如愛有天意（上） | 參見第107集 | 明世安、井喬                 |
| 107 （页面存档备份，存于） | 2010年11月15日 | 假如愛有天意（下） | 參見第106集 | 明世安、井喬                 |
| 108 （页面存档备份，存于） | 2010年11月16日 | 不要驚動愛情       |             | 明世安、井喬                 |
| 109 （页面存档备份，存于） | 2010年11月17日 | 愛的告白（上）     | 參見第110集 | 明世安、井喬                 |
| 110 （页面存档备份，存于） | 2010年11月18日 | 愛的告白（下）     | 參見第109集 | 明世安、井喬                 |
| 111 （页面存档备份，存于） | 2010年11月19日 | 又是風起時         |             | 明世安、井喬                 |
| 112 （页面存档备份，存于） | 2010年11月22日 | 愛逝不留痕         |             | 井喬、馬浩文                 |
| 113 （页面存档备份，存于） | 2010年11月23日 | 義不容情           |             | 井喬、明世安、馬浩文         |
| 114 （页面存档备份，存于） | 2010年11月24日 | 毒男               |             | 明乃強、石可兒               |
| 115 （页面存档备份，存于） | 2010年11月25日 | 情·痛              |             | 井喬、馬浩文                 |
| 116 （页面存档备份，存于） | 2010年11月26日 | 愛·勇氣            |             | 井喬                         |
| 117－118                   | 2010年11月28日 | 天天天晴           |             | 明世安、井喬、藍靖玲、區展長 |

### 短劇系列

#### 同名短劇系列
| 系列名稱       | 集數    | 各集主題名稱                              | 內容簡介 |
| 珠寶失竊事件簿 | 002 003 | 珠寶失竊事件簿（上） 珠寶失竊事件簿（下） | 首個同名短劇 內容環繞井喬遺失了紅寶石的事件。                                                                                          |
| 賣袋風波       | 011 012 | 賣袋風波（上） 賣袋風波（下）             | 內容環繞井喬為了套現給丈夫買手提電腦而把新手袋賣掉，卻被藍靖鈴誤會她是騙子賣假貨而發生種種誤會。                                       |
| 八十後女兒     | 022 023 | 八十後女兒（上） 八十後女兒（下）         | 內容環繞環保分子石可兒因被誤會潑紅油而被拘捕及在銷案後到龍福上班一事。                                                                 |
| 鋼管上的馬師奶 | 038 039 | 鋼管上的馬師奶（上） 鋼管上的馬師奶（下） | 內容環繞井喬為了與馬浩文慶祝結婚周年紀念而與藍靖鈴一起學習跳鋼管舞。                                                                   |
| 命中註定碰上你 | 063 064 | 命中註定碰上你（上） 命中註定碰上你（下） | 首個跨周同名短劇 內容環繞井喬與明世安因種種誤會而成為一對鬥氣冤家。                                                                    |
| 八月十五的約會 | 070 071 | 八月十五的約會（上） 八月十五的約會（下） | 內容環繞郭偉龍在小時候，曾參與當年的兒童節目《430穿梭機》後，與節目主持人張國強機長會面之後的約定。                                    |
| 舞...緣份      | 078 079 | 舞...緣份（上） 舞...緣份（下）           | 內容環繞井喬與友人Sandy因瑜伽課程突然停止而轉學社交舞課程經過，明世安因此成為她們的舞導教師。                                          |
| 茶壺裡的風波   | 091 092 | 茶壺裡的風波（上） 茶壺裡的風波（下）     | 內容環繞井喬為明世安執屋時，不小心打破了他的新茶壺；於是，她決定拿自己的茶壺與明世安對換，但卻被誤會偷入世安家，而引發一連串風波。     |
| 家·變          | 099 100 | 家·變（上） 家·變（下）                   | 內容環繞明心安如何解決與石家的恩怨及化解石敢當集團的危機。                                                                             |
| 假如愛有天意   | 106 107 | 假如愛有天意（上） 假如愛有天意（下）     | 內容環繞井喬發現明世安是間接令自己失婚的關鍵人物，而要與明世安斷絕關係；但最後也被明世安的真誠表白感動，而成為情侶。                   |
| 愛的告白       | 109 110 | 愛的告白（上） 愛的告白（下）             | 內容環繞律師Bernice Chow對明世安有好感，加上明心安的推波助瀾，令井喬對明世安有失去信心感覺，但最後被明世安以愛的告白，化解井喬的心結。 |

#### 異名短劇系列
| 系列名稱         | 集數                                             | 各集主題名稱 | 內容簡介 |
| 井喬[跳槽]系列   | 024 025                                          | 老公唔易做 主僕攻防戰 | 首個異名短劇 內容環繞明心安因看到井喬把工作全推給馬浩文做而感到有所不滿，於是決定使計把他們分開。但卻被藍靖鈴悉穿後，遂幫助井喬返回龍福工作之餘，而令她獲加薪升職的經過。 |
| 婚變系列         | 044 045 046 047 048 049 050 051 052              | 玩火 愛·宣戰 欲語無言 著了"麼" 出軌 都是你的錯 裂痕 抉擇 斷                                                                            | 內容環繞馬浩文因為與馮秀娜發生婚外情經過，與及一連串的事情之後，最終與井喬離婚。                                                                                          |
| 井喬重新振作系列 | 053 054                                          | 沒有你之後 向天天天晴出發 | 內容環繞井喬自與馬浩文離婚後，如何重新振作及改變形象，漸漸成為女強人的經過。                                                                                              |
| 世喬相遇系列     | 061 062                                          | 「緣」......來 是......「你」 | 內容環繞明世安與井喬因為一把雨傘而相遇，但井喬卻誤會明世安就是其拋棄好友Ivy的未婚夫，再加上她覺得明世安到處留情，而處處針對他的經過。                                     |
| 可兒改觀系列     | 084 085 086                                      | 假如我是假的 貓屎先生 真心最強 | 內容環繞明乃強因擔心石可兒被明心安辭退；另一方面，石可兒終得悉明乃強對她有意。                                                                                            |
| 世喬戀小風波系列 | 106 107 108 109 110 111 112 113 115 116 117－118 | 假如愛有天意（上） 假如愛有天意（下） 不要驚動愛情 愛的告白（上） 愛的告白（下） 又是風起時 愛逝不留痕 義不容情 情·痛 愛·勇氣 天天天晴 | 內容環繞明世安與井喬成為情侶而不敢公開後遇到的大大小小風波，當中包括Bernice Chow「介入」與及馬浩文迴流返港，希望挽回與井喬的感情。                                        |

#### 角色故事系列
| 系列名稱                  | 集數 | 各集主題名稱 | 內容簡介 |
| 不打不相識系列 好姊妹系列 | 011 012 021 027 | 賣袋風波（上） 賣袋風波（下） 真相大白 等愛的女人 | 內容環繞井喬與藍靖鈴因一次買賣手袋，卻發生誤會。以及後來演變成為一對好姊妹的經過。 |
| 明爭暗鬥系列              | 006 007 015 016 026 067 | 騎虎難下 不能說的秘密 保叔的後現代生活 竊聽風雲 保叔的文字辱 惜「碳」之人 | 內容環繞自從打金師傅兼特別業務顧問朱保被空降下來之後，明乃強就處處針對他，而事事與他對著幹，所發生的大大小小趣事。 |
| 婚外情系列                | 009 020 030 034 035 044 045 046 047 048 049 050 051 052                                                                                 | 感覺大過天 秘密協議 只有你不知道 吻下來豁出去 捨不得 玩火 愛·宣戰 欲語無言 著了"麼" 出軌 都是你的錯 裂痕 抉擇 斷 | 內容環繞馮秀娜對馬浩文漸漸產生的感情，但是她處處抑制著自己的感情，但最後按捺不住並向馬浩文表白。而馬浩文知道後最初仍是拒絕，卻在後來也跟馮秀娜譜出了一段婚外戀曲，之後更與井喬離婚，與馮秀娜雙雙離開龍福，遠走加拿大，尋求自己希望的理想生活。     |
| 安喬戀                    | 061 062 063 064 065 066 069 072 073 075 078 079 080 082 087 088 091 092 095 096 101 103 104 106 107 108 109 110 111 112 113 115 116 117 | 「緣」......來 是......「你」? 命中注定碰上你（上） 命中注定碰上你（下） 難測男人心 從前的我 給自己的情書 親情疑案 原來就是美 世不風流枉少年 舞...緣份（上） 舞...緣份（下） 緋聞女郎 破戒 真相 償還 茶壺裡的風波（上） 茶壺裡的風波（下） 秘密傭人 謊話 天意 愛的感覺 「藥」是有情 假如愛有天意（上） 假如愛有天意（下） 不要驚動愛情 愛的告白（上） 愛的告白（下） 又是風起時 愛逝不留痕 義不容情 情·痛 愛·勇氣 天天天晴 | 內容環繞井喬與明世安起初為鬥氣冤家；後來互生情愫，成為情侶。卻被明世安之姊明心安誤會而經歷大大小小的風波；加上律師Bernice Chow對明世安有意、井喬前夫馬浩文與馮秀娜分開後回流返港，希望能夠重返井喬身邊；但最後二人皆能排除萬難，成為最幸福的一對。 |
| 愛自己系列                | 053 054 056 057 069 074 | 沒有你之後 向天天天晴出發 一個阿姐的誕生 同枱食飯 給自己的情書 天使的提醒 | 內容環繞井喬自離婚後如何重新生活，並由一個愛買餸、處處為丈夫馬浩文著想而打點一切的小師奶，演變成一個擁有自己事業的首席珠寶設計師經過，與及最重要的是懂得愛自己。                                                                                   |
| 暗戀可兒系列              | 033 041 084 085 086 114 | 不能送的禮物 小玩意 假如我是假的 貓屎先生 真心最強 毒男 | 內容環繞苟文虎暗戀石可兒；另一方面，明乃強因為以為石可兒就是在網上教他攝影的「周美美」而對她有意。 |
| 母女系列                  | 022 023 041 077 105 | 八十後女兒（上） 八十後女兒（下） 小玩意 記憶 兒時夢想 | 內容環繞自明心安繼女石可兒回港後，如何用方法去勸導反叛的可兒到龍福上班的經過與及修補彼此間惡劣的關係。 |
| 阶级姊弟戀系列            | 027 065 093 094 096 097 101 102 117－118                                                                                                | 等爱的女人 难测男人心 冷·不冷 这么近那么远 谎话 无条件为你 天意 “笔”再有情 天天天晴 | 內容環繞藍靖鈴最初由当老板的情妇被骗後，转而误会明世安喜欢自己，最终接受其下属区展长追求的爱情线。 |

## 記事
- 2010年4月26日：此劇部分演員於將軍澳電視廣播城試造型。
- 2010年5月5日：此劇於將軍澳電視廣播城拍攝宣傳片。
- 2010年5月6日：此劇首日開拍。
- 2010年5月20日：此劇於12:30在將軍澳電視廣播城十一廠舉行開廠拜神儀式。[3]
- 2010年6月13日：一眾演員在12:00出席奧海城2期「《天天天晴》之開心放晴禮」宣傳活動。
- 2010年6月20日：一眾演員在14:30出席將軍澳電視廣播城《天天天晴》之「開心共渡父親節」。
- 2010年6月27日：一眾演員在14:00－15:00出席九龍鑽石山荷里活廣場宣傳活動。
- 2010年8月2日：演員黎耀祥飾演的明世安正式加入《天天天晴》劇組拍攝。
- 2010年8月17日：一眾演員在12:30出席將軍澳電視廣播城《天天天晴》 之「夏日奇兵」宣傳活動[4][5]。
- 2010年8月23日、25日：由於播映特別新聞報導有關馬尼拉人質事件，本劇暫停播映。
- 2010年9月18日：一眾演員在14:00出席將軍澳新都城中心2期中庭《天天天晴》之中秋月圓好心「晴」宣傳活動[6]。
- 2010年9月22日：此劇進行復古，張國強在劇中再次飾演兒童節目《430穿梭機》之機長，並任命劇中龍福珠寶行政助理郭偉龍（徐榮飾）為第16名機員。
- 2010年10月1日：由於晚上20:55－21:35播映特備節目《衍生行有限公司特約：國慶煙花匯演》，第二線劇集《翻叮一族》提早於晚上20:00－20:55播映，故本劇暫停播映。
- 2010年10月18日：由於播映特備節目《TVB43年快樂力量迎台慶》，本劇暫停播映。
- 2010年10月27日：演員李司棋、毛舜筠、黎耀祥、李思捷等在屯門黃金海岸為本劇拍攝煞科戲。毛舜筠表示拍完此劇後會暫別視圈，並於休息一年享受家庭樂後再戰影壇。
- 2010年11月28日：
  - 晚上20:00－20:15、21:15－21:30及23:30－23:45於翡翠台及高清翡翠台播映特備節目《天晴豪情熱滿城》。
  - 此劇於晚上20:15－21:15播映1小時大結局。
  - 此劇與《巾幗梟雄之義海豪情》同一晚播放大結局，於20:00在將軍澳電視廣播城舉辦《天晴豪情熱滿城》，與現場八百名觀眾一同觀看兩劇的大結局。

## 收視
以下為本劇於香港無綫電視翡翠台、高清翡翠台之收視紀錄：
| 週次 | 集數    | 日期                    | 平均收視 | 最高收視 | 百分比 |
| 01   | 001-005 | 6月14日-6月18日         | 23點     |          | 85%    |
| 02   | 006-010 | 6月21日-6月25日         | 25點     |          | 83%    |
| 03   | 011-015 | 6月28日-7月2日          | 23點     |          | 82%    |
| 04   | 016-020 | 7月5日-7月9日           | 25點     |          | 82%    |
| 05   | 021-025 | 7月12日-7月16日         | 25點     |          | 83%    |
| 06   | 026-030 | 7月19日-7月23日         | 24點     |          | 84%    |
| 07   | 031-035 | 7月26日-7月30日         | 24點     |          | 87%    |
| 08   | 036-040 | 8月2日-8月6日           | 23點     |          | 87%    |
| 09   | 041-045 | 8月9日-8月13日          | 23點     |          | 87%    |
| 10   | 046-050 | 8月16日-8月20日         | 24點     |          | 86%    |
| 11   | 051-053 | 8月24日-8月27日         | 24點     |          | 89%    |
| 12   | 054-058 | 8月30日-9月3日          | 26點     |          | 87%    |
| 13   | 059-063 | 9月6日-9月10日          | 24點     |          | 86%    |
| 14   | 064-068 | 9月13日-9月17日         | 23點     |          | 85%    |
| 15   | 069-073 | 9月20日-9月24日         | 23點     |          | 85%    |
| 16   | 074-077 | 9月27日-9月30日         | 23點     |          | 83%    |
| 17   | 078-082 | 10月4日-10月8日         | 24點     |          | 83%    |
| 18   | 083-087 | 10月11日-10月15日       | 23點     |          | 85%    |
| 19   | 088-091 | 10月19日-10月22日       | 24點     |          | 87%    |
| 20   | 092-096 | 10月25日-10月29日       | 24點     |          | 88%    |
| 21   | 097-101 | 11月1日-11月5日         | 26點     | 27點     | 90%    |
| 22   | 102-106 | 11月8日-11月12日        | 26點     | 29點     | 90%    |
| 23   | 107-111 | 11月15日-11月19日       | 27點     | 30點     | 90%    |
| 24   | 112-116 | 11月22日-11月26日       | 26點     |          |        |
| 24   | 117-118 | 11月28日（1小時大結局） | 34點     | 36點     | 94%    |

## 收視情況
- 該劇在2010年11月18日，明世安與Bernice於餐廳的一段對話錄得30點（百分比：90）的最高收視。
- 該劇在2010年11月28日，明世安與井喬在家看「井喬之夢」出場時錄得36點（百分比：94）的最高收視。

## 獎項

### 萬千星輝頒獎典禮2010
| 獎項                 | 單位     | 結果             |
| -------------------- | -------- | ---------------- |
| 最佳劇集             | 天天天晴 | 提名             |
| 最佳女主角           | 李司棋   | 提名             |
| 最佳女主角           | 毛舜筠   | 提名             |
| 最佳女配角           | 陳茵媺   | 提名             |
| 我最喜愛的電視男角色 | 徐 榮    | 提名             |
| 我最喜愛的電視女角色 | 李司棋   | 提名             |
| 我最喜愛的電視女角色 | 毛舜筠   | 提名（最後五強） |
| 飛躍進步女藝員       | 姚子羚   | 提名             |
| 飛躍進步女藝員       | 陳倩揚   | 提名             |

## 外部連結
- TVB官方網頁 （页面存档备份，存于）
- 拜神仪式娱乐新闻访问 （页面存档备份，存于）
- 预告片1 （页面存档备份，存于）
- 预告片2 （页面存档备份，存于）
- 预告片3 （页面存档备份，存于）
- 6月13日宣传活动直击报道 （页面存档备份，存于）